# Shkumbin
A Shkumbin (ókori latin nevén Genusus) Albánia ötödik leghosszabb, kelet–nyugati irányú folyója az ország középső részén. Hossza 181 kilométer, vízgyűjtő területe 2441 négyzetkilométer, vízhozama 62 m³/s. Pogradectől délkeletre ered, északi irányú felső folyása után Librazhdnál nyugatra fordul, és széles völgyületet kialakítva szeli át a Közép-Albán-hegységet, majd a Karavastai-lagúnánál az Adriai-tengerbe folyik. A partján fekvő jelentős település Elbasan.
A Shkumbin völgye osztja ketté néprajzi-dialektológiai értelemben az albánságot: a folyótól északra a gegek, délre a toszkok élnek.